# Abbaye Santa Maria dell'Arco
L'abbaye Santa Maria dell'Arco est une ancienne abbaye cistercienne fondée en 1212 en Sicile. Son premier emplacement est dans la campagne près de Noto. En 1608, les moines déménagent au centre-ville et restent en place jusqu'en 1789.

## Histoire

### Fondation
L'abbaye est fondée en 1212 à la demande d'lsembardo di Morengia, comte de Noto, qui donne quatre de ses possessions (Arco, Gaetani, Piana et Pianette) aux moines de Ferraria pour qu'ils s'installent. Ce premier site, dans la vallée du fleuve Manghisi (it), est localisé à une douzaine de kilomètres au nord-ouest de Noto, à environ 550 mètres d'altitude,,.

### Moyen Âge
L'abbaye médiévale vit de l'élevage de moutons et de bovins. Le don d'une propriété en bord de mer permet aux moines de bénéficier d'un approvisionnement en sel. De surcroît, le bienfaiteur autorise les moines à utiliser les bois environnants, à cultiver la vigne, à élever des moutons avec production directe de laine, à utiliser un certain nombre de moulins ; enfin il leur concède l'usage exclusif du cours d'eau.
Dès le ilieu du XVe siècle, l'abbaye tombe en commende. À la fin de ce siècle, l'abbaye est probablement en crise : en témoigne la volonté d'Alphonse d'Aragon de la donner en dot épiscopale si Noto devenait un diocèse,.

### Transfert de la communauté
En 1608, l'abbaye est transférée dans une de ses anciennes granges, au sein même de l'enceinte de Noto. Mais le séisme du 11 janvier 1693 détruit entièrement la ville ; l'abbaye est ensuite reconstruite.

### Fin de l'abbaye
En 1789, la vie monastique se termine.